# La despedida (película de 2010)
La despedida es una película uruguaya-brasileña-mexicana de 2010. Dirigida por Silvana Tomeo, es una comedia protagonizada por Coco Echagüe, Javier Tio, Maxi de la Cruz, Diego Delgrossi y Paul Fernández sobre el regreso a Montevideo de uno de los miembros del grupo de amigos (Juan Manuel) para el casamiento de otro de ellos (Beto) y la organización de su despedida de soltero.

## Protagonistas
- Coco Echagüe (Juan Manuel)
- Javier Tio (Beto)
- Maxi de la Cruz
- Diego Delgrossi
- Paul Fernández
- Fernanda Moro
- Clemente Vizcaíno
- Cristina Morán
- Fata Delgado
- Abigaíl Pereyra
- Juan Luis Trujano
- Adhemar Rubbo
- Cecilia Patrón
- Daniela Marotta
- Hugo Giacchino